# Jean Bouillet
Pour les articles homonymes, voir Bouillet.
 (janvier 2008).
Améliorez-le ou discutez des points à vérifier. 
Jean Bouillet, né le 14 mai 1690 à Servian près de Béziers et mort à Béziers le 13 août 1777, est un médecin français.

## Biographie
À l’étude des lois, à laquelle le destinent ses parents, il préfère celle de la médecine, qu’il commence à Montpellier en 1707.
Il est reçu docteur en 1711. Peu de médecins ont joui d’une carrière aussi longue. Il se livre à l’étude de son art, à Servian, sans se permettre de voir des malades ; puis, en 1715, vient s’établir à Béziers, où il se distingue, pendant plus de soixante ans, par d’éminents services.
Bon praticien, en même temps qu’il sert ses concitoyens sous ce rapport, il concourt avec Jean-Jacques Dortous de Mairan au rétablissement d’une académie de médecine dans cette ville, dont il est le secrétaire.
Il y débute par deux mémoires couronnés par l’académie de Bordeaux : l’un, en 1719, sur la Cause de la multiplication des ferments, in-8° ; l’autre, en 1720, sur la Came de la pesanteur, Béziers et Bordeaux, in-8°. Cependant il préfère les opinions gratuites de Descartes à la théorie de Johann Joachim Becher et de Stahl pour la première question, et à celle de Newton, pour la deuxième.
En 1715, il envoie un Mémoire sur la digestion à l’académie de Montpellier, qui, par suite, le déclare son associé.
En 1721, la peste de Marseille donne lieu à un nouveau mémoire de Bouillet : Avis et Remède contre la peste, Béziers, in-8°, dans lequel ce médecin, entraîné par le grand ascendant de Pierre Chirac, soutient contre Astruc, et surtout contre l’évidence, que la maladie n’est pas contagieuse. Mais ce ne sont pas ces premiers écrits qui mettent le sceau à la réputation de Bouillet : ce sont ses recueils d’observations pratiques, et la suite des constitutions atmosphériques et médicales de la ville de Béziers pendant une longue suite d’années.

## Publications
On a de lui : 
1. une Lettre à Penna, médecin du prince de [Monaco], au sujet de la rhubarbe, Béziers, pour lui indiquer des analogues de cette substance purgative qui était chère alors ;
2. Sur la Manière de traiter la petite vérole, ibid., 1755, in-4°, instruction contre la méthode échauffante employée encore dans cette maladie, malgré les conseils de Sydenham ;
3. Mémoire où l’on donne une idée générale de quelques maladies qui régnent particulièrement dans la ville de Béziers, et que l’on appelle coups de vent, ibid., 1736, in-4° ;
4. Description d’un catarrhe épidémique, avec des observations sur les fièvres vermineuses, l’emploi du quinquina dans les fièvres rémittentes, etc., ibid., 1756, in-8° ;
5. Éléments de la médecine pratique, tirés des écrits d’Hippocrate et de quelques autres médecins anciens et modernes, ibid., 1744-1746, 2 vol. in-4° ; compilation assez heureuse d’Hippocrate, Guillaume de Baillou, Lomnius, Stahl, à laquelle sont jointes quelques dissertations propres à Bouillet, et cette suite des constitutions médicales de la ville de Béziers, depuis 1730 à 1744, dont nous parlions tout à l’heure. C’est dans ces derniers écrits surtout qu’on reconnaît le bon praticien. Dans la préface de cet ouvrage, Bouillet s’élève avec force contre les détracteurs de la médecine. L’Académie de Béziers dut la publication de ses premiers mémoires, en 1756, à Bouillet, qui était et fut plus de cinquante ans son secrétaire ; il publia même un Recueil de lettres, mémoires et autres pièces pour servir à l’histoire de l’académie de Béziers, Béziers, 1736, in-4°, et lui légua à sa mort deux cents des plus précieux volumes de sa bibliothèque.

Bouillet est encore auteur des ouvrages suivants : 
1. Plan d’une histoire générale des maladies, Béziers, 1757, in-4°, annonce d’un ouvrage en 7 volumes qu’il n’a pas composé ;
2. Mémoire sur l’huile de Pétrole en général, et particulièrement sur celle de Gabian, ibid., 1752, in-4° ;
3. Observations sur l’anasarque, les hydropisies de poitrine et du péricarde, etc., ibid., en collaboration avec son fils ;
4. Mémoire sur le moyen de préserver de la petite vérole la ville et le diocèse de Béziers, ibid., 1770, in-4°. Il a fourni plusieurs articles à l’Encyclopédie, insérés dans le 6e volume, plusieurs mémoires à l’Académie des sciences de Paris, dont il était correspondant, insérés parmi ceux des savants étrangers (Entre autres des extraits de ses lettres à Mairan (1768), etc.

Il est aussi professeur de mathématiques, et donne des observations sur l’immersion de Saturne en 1722.

## Décès
Il meurt à Béziers, à l’âge de 88 ans, le 13 août 1777, à la suite d’un froid dont il est surpris un matin, en faisant une observation astronomique dont il ordonne encore au lit de mort la continuation à ses enfants.

## Vie privée
Il épouse Catherine de Margals.
Son fils Jean-Henri-Nicolas (1729–1790), avec qui il collabore, est médecin et auteur lui-même de plusieurs ouvrages.